# Liste der Baudenkmäler in Leonberg (Oberpfalz)
Auf dieser Seite sind die Baudenkmäler in der Oberpfälzer Gemeinde Leonberg zusammengestellt. Diese Tabelle ist eine Teilliste der Liste der Baudenkmäler in Bayern. Grundlage ist die Bayerische Denkmalliste, die auf Basis des Bayerischen Denkmalschutzgesetzes vom 1. Oktober 1973 erstmals erstellt wurde und seither durch das Bayerische Landesamt für Denkmalpflege geführt wird. Die folgenden Angaben ersetzen nicht die rechtsverbindliche Auskunft der Denkmalschutzbehörde.

## Baudenkmäler nach Ortsteilen

### Leonberg
| Lage                                                | Objekt                                    | Beschreibung | Akten-Nr.     | Bild                                 |
| --------------------------------------------------- | ----------------------------------------- | --- | ------------- | ------------------------------------ |
| Leonberg 22, 23 (Standort)                          | Katholischer Pfarrhof und Gemeindekanzlei | Zweigeschossiger, verputzter Massivbau mit Mansarddach und Eckpilastern, wohl von Philipp Muttone, bezeichnet mit „1772“, 1819 Teilung in Pfarrhof und Schule Erhaltenes Teilstück der Hofmauer, wohl um 1772 | D-3-77-137-2  | BW                                   |
| Leonberg 24 (Standort)                              | Katholische Pfarrkirche St. Leonhard      | Turm mit einbezogenem gotischem Mauerwerk und Laternenzwiebelhaube, 1716 von Georg Häring, Wandpfeilerkirche, verputzter Massivbau mit wenig ausladendem Querhaus und gerade geschlossenem Chor, Neubau von Langhaus und Chor unter Verwendung des gotischen Chormauerwerks, von Philipp Mühlmayer, 1721–26; mit Ausstattung Friedhofskapelle, verputzter Massivbau mit Satteldach und Zwiebeldachreiter, 1755 Teile der Kirchhofmauer mit eingelassenen Grabmälern Ölbergkapelle, verputzter Massivbau mit Zeltdach, 1730, mit barocker Figurengruppe, Holz Kriegerdenkmal für die Gefallenen des Ersten und Zweiten Weltkriegs, steinerne Inschriftenstele mit bekrönendem Kreuz, nach 1918 | D-3-77-137-1  | Katholische Pfarrkirche St. Leonhard |
| Brandäcker, Nachtstaude (Standort)                  | Kapelle                                   | Holzbau mit Satteldach und vorkragendem Giebel, frühes 20. Jahrhundert; mit Ausstattung | D-3-77-137-3  | BW                                   |
| Am Kirchweg nach Großensees (Standort)              | Steinkreuz                                | Granit, wohl 17. Jahrhundert; am Kirchweg nach Großensees nicht nachqualifiziert, im BayernViewer-denkmal nicht kartiert | D-3-77-137-4  | BW                                   |
| Nachtstaude, auf dem Leonberg (Standort)            | Wasserwerk                                | Eingangsbau zum Hochbehälter des Marktes Mitterteich, Massivbau mit flachem Satteldach, Segmentbogengiebel und Eckrustizierung, bezeichnet mit „1906“ | D-3-77-137-17 | BW                                   |
| Lange Äcker, an der Straße nach Hofteich (Standort) | Steinkreuz                                | Wohl 17. Jahrhundert | D-3-77-137-5  | BW                                   |

### Altenhammer
| Lage                      | Objekt                             | Beschreibung | Akten-Nr.             | Bild                               |
| ------------------------- | ---------------------------------- | --- | --------------------- | ---------------------------------- |
| Altenhammer 1 (Standort)  | Ehemaliger Hammerherrenhof         | Herrenhaus, zweigeschossiger, verputzter Massivbau mit Walmdach, übergiebeltem Portal und Risalit, 1880, im Kern wohl 18. Jahrhundert Ehemaliges Gesindehaus, zweigeschossiger, verputzter Massivbau mit Satteldach Ehemaliges Mühlengebäude, zweigeschossiger Bruchsteinbau mit Satteldach Stall- und Scheunengebäude, langgestreckter Satteldachbau mit erneuertem Obergeschoss; Mitte 18. Jahrhundert | D-3-77-137-6 Wikidata | weitere Bilder                     |
| In Altenhammer (Standort) | Ehemaliges Lusthaus des Hammerguts | Verputzter Massivbau mit Satteldach, um 1700, Umnutzung zum Stadel und Aufstockung im 19. Jahrhundert | D-3-77-137-6          | Ehemaliges Lusthaus des Hammerguts |

### Forkatshof
| Lage                    | Objekt  | Beschreibung                                                          | Akten-Nr.             | Bild           |
| ----------------------- | ------- | --------------------------------------------------------------------- | --------------------- | -------------- |
| Forkatshof 2 (Standort) | Kapelle | Verputzter Massivbau mit Satteldach, 19. Jahrhundert; mit Ausstattung | D-3-77-137-7 Wikidata | weitere Bilder |

### Großensees
| Lage                     | Objekt                   | Beschreibung                                                        | Akten-Nr.    | Bild |
| ------------------------ | ------------------------ | ------------------------------------------------------------------- | ------------ | ---- |
| In Großensees (Standort) | Kriegergedächtniskapelle | Verbretterter Ständerbau mit Satteldach, nach 1918; mit Ausstattung | D-3-77-137-9 | BW   |

### Königshütte
| Lage                              | Objekt                                      | Beschreibung | Akten-Nr.     | Bild           |
| --------------------------------- | ------------------------------------------- | --- | ------------- | -------------- |
| Königshütte 11, 12, 22 (Standort) | Ehemaliges Königlich-Bayerisches Hüttenwerk | Verwaltungs- und Wohngebäude, zweigeschossiger Massivbau mit Walmdach und Putzgliederung, klassizistisch, um 1808 Rückwärtiges Remisen-, Stallungs- und Wohngebäude, eingeschossiger, verputzter Massivbau mit einseitig abgewalmtem Satteldach, gleichzeitig Frontmauer des Hüttenwerkes, gestaffelte Mauer mit übergiebeltem Serliana-Motiv und Pilastergliederung, erneuert nach Brand 1904 Ruine eines Kohlenstadels, Massivbau, 19. Jahrhundert | D-3-77-137-10 | weitere Bilder |

### Pfaffenreuth
| Lage                                                         | Objekt                                                          | Beschreibung | Akten-Nr.     | Bild           |
| ------------------------------------------------------------ | --------------------------------------------------------------- | --- | ------------- | -------------- |
| Pfaffenreuth 24 (Standort)                                   | Wohnhaus                                                        | Eingeschossiger Frackdachbau, das Erdgeschoss weitgehend in Blockbauweise, mit Fachwerkgiebel und Umschrot, innen bezeichnet mit „1785“, Umbauten von 1833 | D-3-77-137-12 | weitere Bilder |
| Allerheiligen (Standort)                                     | Katholische Wallfahrts- und Allerheiligenkirche Maria Magdalena | Saalbau, verputzter Massivbau mit Walmdach und Dachreiter mit Zwiebelhaube, eingezogener, dreiseitig geschlossener Chor 1717, Langhaus von Philipp Mühlmayer, 1729–32; mit Ausstattung | D-3-77-137-16 | weitere Bilder |
| An der Hohen Straße (Standort)                               | Feldkapelle                                                     | Verputzter Massivbau mit Satteldach, wohl 19. Jahrhundert; mit Ausstattung | D-3-77-137-14 | weitere Bilder |
| Beiderseits der Straße nach Waldsassen, Kr TIR 22 (Standort) | Drei Steinkreuze                                                | Wohl 17. Jahrhundert | D-3-77-137-13 | weitere Bilder |
| Wirtsberg ()                                                 | CM-Steine (Curiae Marca, Hofmarksbegrenzung)                    | 1693; in der Flur rings um Waldsassen; von den ursprünglich 70 Steinen einer im Stiftlandmuseum, in der Flur noch 28 erhalten, darunter: Nr. 15; am Wirtsberg, abgesprengte obere Hälfte im Stiftlandmuseum Waldsassen. nicht nachqualifiziert, im Bayerischen Denkmal-Atlas nicht kartiert | D-3-77-158-42 |                |

### Wiendlhof
| Lage                 | Objekt  | Beschreibung | Akten-Nr.     | Bild |
| -------------------- | ------- | --- | ------------- | ---- |
| Lüstäcker (Standort) | Kapelle | Verputzter Massivbau mit Satteldach, um 1870/71, zur Erinnerung an den Deutsch-Französischen Krieg; mit Ausstattung | D-3-77-137-15 | BW   |

### Zirkenreuth
| Lage                      | Objekt     | Beschreibung | Akten-Nr.     | Bild |
| ------------------------- | ---------- | --- | ------------- | ---- |
| Zirkenreuth 11 (Standort) | Bauernhaus | Wohnstallhaus eines Vierseithofes, verputzter Massivbau mit Satteldach, frühes 19. Jahrhundert, Wohnteil um 1910/20 aufgestockt, Giebelnische mit Nachbildung der Tirschenreuther Pietá Stadel, holzverschalter Ständerbau, bezeichnet mit „1911“ Remise, holzverschalter Ständerbau mit Freiständern und überkreuzten Kopfbändern, bezeichnet mit „1910“ | D-3-77-137-18 | BW   |

## Ehemalige Baudenkmäler
In diesem Abschnitt sind Objekte aufgeführt, die früher einmal in der Denkmalliste eingetragen waren, jetzt aber nicht mehr. Objekte, die in anderem Zusammenhang also z. B. als Teil eines Baudenkmals weiter eingetragen sind, sollen hier nicht aufgeführt werden. Aktennummern in diesem Abschnitt sind ehemalige, jetzt nicht mehr gültige Aktennummern.

| Lage                               | Objekt     | Beschreibung                                              | Akten-Nr.    | Bild |
| ---------------------------------- | ---------- | --------------------------------------------------------- | ------------ | ---- |
| Großensees Großensees 4 (Standort) | Schupfen ? | Mit Holzgalerie und Fachwerkgiebel, bezeichnet mit „1794“ | D-3-77-137-8 | BW   |